# Túbul contort proximal
El túbul contort proximal (o, senzillament, túbul proximal) del nefró és el segment que neix de la càpsula de Bowman i va fins a la Nansa de Henle. En aquesta part del túbul es reabsorbeix el 65% del sodi, clorur, hidrogencarbonat, potassi i aigua filtrats, i el fluid que abandona aquest segment de la nefrona és isotònic respecte al plasma

## Funció

Esquema que descriu el moviment dels ions al nefró, amb el túbul proximal en la segona columna.